# Cliff Richard

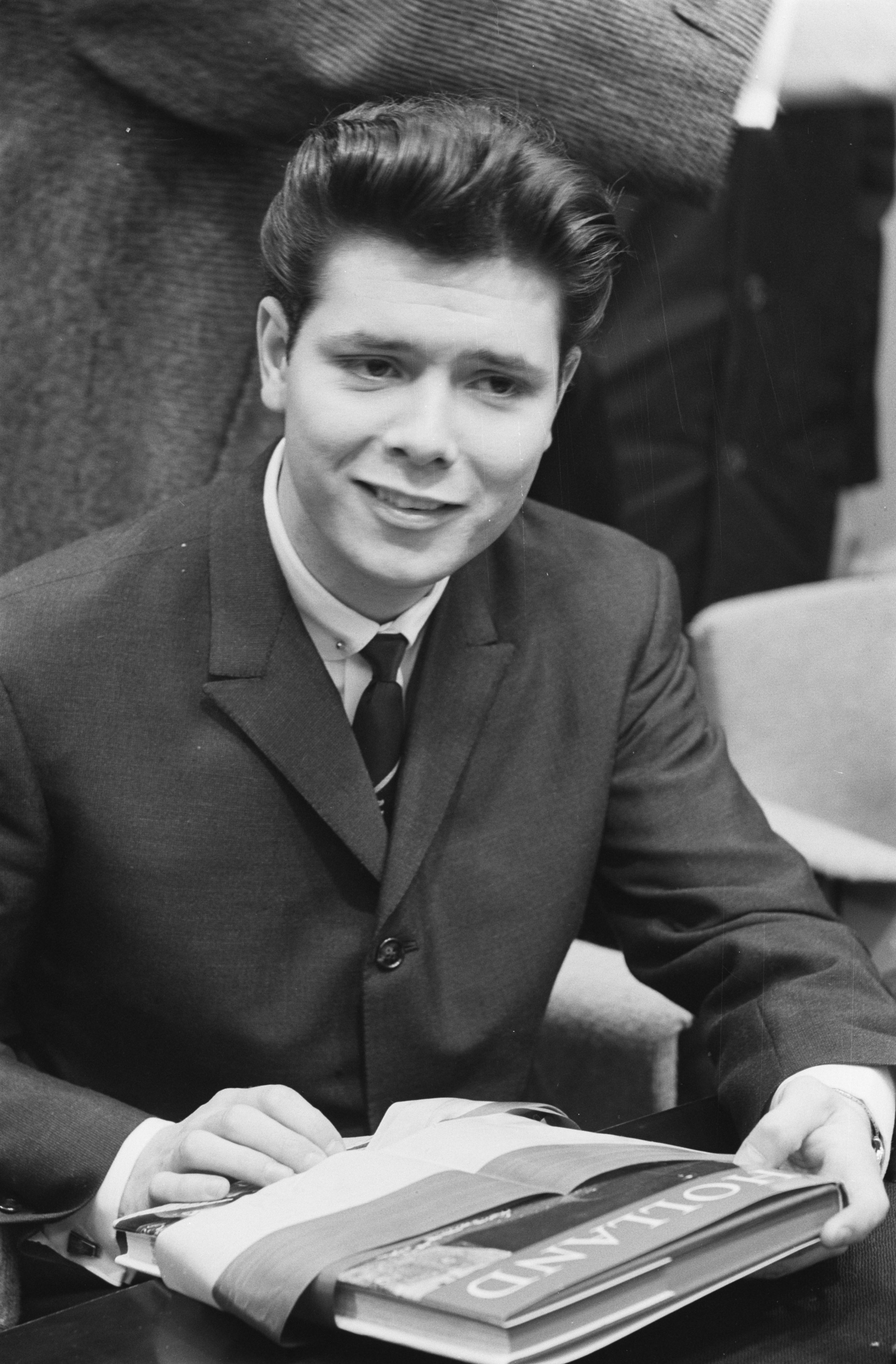
Cliff Richard la o conferință de presă (1962)

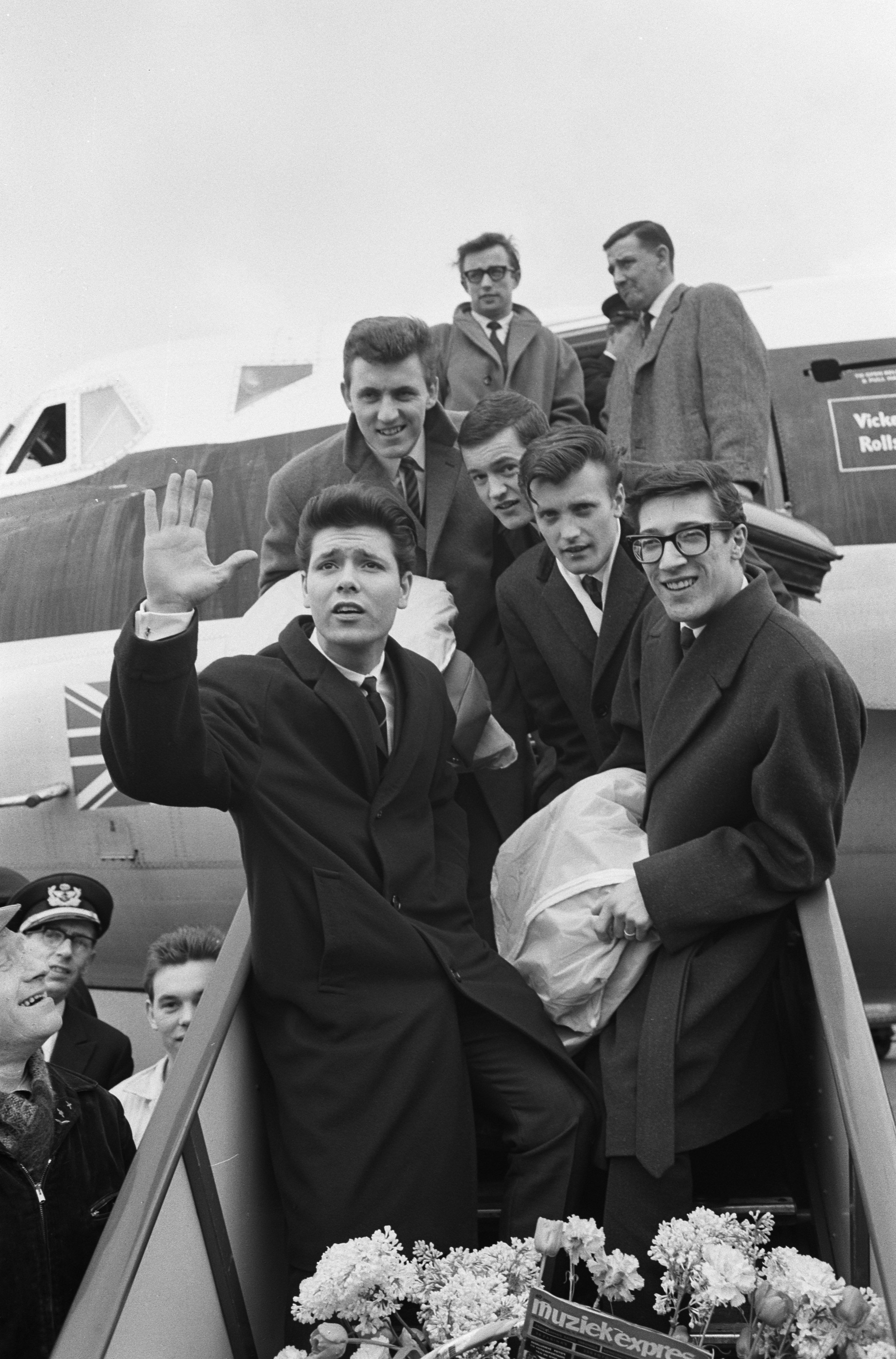
Cliff Richard și formația The Shadows în 1962

Sir Cliff Richard (Harry Rodger Webb; n. 14 octombrie 1940, Lucknow, India) este un cântăreț de muzică pop britanic. În anul 1995 este ridicat de Regina Elisabeta a II-a a Regatului Unit la rangul de cavaler, devenind astfel primul cântăreț de muzică pop, cavaler.

## Filmografie selectivă
- 1959 Expresso Bongo, regia Val Guest
- 1959 Teddy Boys (Serious Charge), regia Terence Young
- 1961 Tinerii (The Young Ones), regia Sidney J. Furie
- 1963 Summer Holiday, regia Peter Yates
- 1964 Wonderful Life, regia Sidney J. Furie

## Discografie
- 1959: Cliff
- 1959: Cliff Sings
- 1960: Me And My Shadows
- 1961: Listen To Cliff
- 1961: 21 Today
- 1962: The Young Ones
- 1962: 32 Minutes And 17 Seconds With Cliff Richard
- 1962: Live at ABC Kingston
- 1963: Summer Holiday, Cliff Richard & The Shadows[3]
- 1963: When in Spain
- 1964: Wonderful Life
- 1964: Aladdin
- 1965: Cliff Richard
- 1965: When In Rome
- 1965: Love Is Forever
- 1966: Kinda Latin
- 1966: Finders Keepers
- 1967: Cinderella
- 1967: Don't Stop Me Now
- 1967: Good News
- 1967: Hier ist Cliff
- 1968: Cliff in Japan
- 1968: Two a Penny
- 1968: Established 1958
- 1969: Best of Cliff*
- 1969: Sincerely Cliff
- 1970: Live At the Talk Of Town
- 1970: Tracks 'n' Grooves
- 1971: Ich träume deine Träume
- 1972: Live in Japan´72
- 1972: The Best Of Cliff Vol. 2*
- 1973: Take Me High
- 1974: Help it Along
- 1974: 31st Of February Street
- 1975: Japan Tour´74
- 1976: I'm Nearly Famous
- 1977: Every Face Tells a Story
- 1978: Small Corners
- 1978: Green Light
- 1979: Thank You Very Much (cu The Shadows)
- 1979: Rock n' Roll Juvenile
- 1980: I'm No Hero
- 1981: Wired For Sound
- 1982: Now You See Me … Now You Don't
- 1983: Dressed For The Occasion
- 1983: Silver
- 1984: Rock Connection
- 1986: Rock over Australia
- 1987: Always Guaranteed
- 1988: Private Collection 1979–1988*
- 1988: Live and guaranteed
- 1989: Stronger
- 1990: From a distance … The Event
- 1991: Together
- 1992: My kinda life*
- 1993: The Album
- 1995: Songs From Heathcliff
- 1996: Heathcliff Live
- 1998: Real As I Wanna Be
- 1998: The 40th Anniversary Concert
- 1999: Live in the park
- 2000: The Countdown Concert
- 2001: Wanted
- 2003: World tour
- 2003: Cliff at Christmas
- 2004: Castles in the air LIVE
- 2004: Something's Goin' On'
- 2006: Two’s company – Duets
- 2006: Here and now LIVE
- 2007: Love – The album*
- 2008: The 50th anniversery album*
- 2008: The Timemachine Tour
- 2009: Reunited
- 2009:  The final reunion - Tour